# Liste der Kulturdenkmäler in Winnerath
In der Liste der Kulturdenkmäler in Winnerath sind alle Kulturdenkmäler der rheinland-pfälzischen Ortsgemeinde Winnerath aufgeführt. Grundlage ist die Denkmalliste des Landes Rheinland-Pfalz (Stand: 12. Juni 2023).

## Einzeldenkmäler
| Bezeichnung                              | Lage                                 | Baujahr | Beschreibung  | Bild                           |
| ---------------------------------------- | ------------------------------------ | ------- | ------------- | ------------------------------ |
| Katholische Filialkirche St. Apollinaris | Kapellenstraße, gegenüber Nr. 2 Lage | 1666    | Saalbau, 1666 | weitere Bilder Fotos hochladen |